# 常征
常征（1934年2月—），男，河南内黄人，中华人民共和国政治人物，曾任贵州省政协副主席。1997年因受贿被开除党籍。